# Fabrice Béthuel
Fabrice Béthuel (7 juni 1963) is een Franse wiskundige.

## Opleiding
Fabrice Béthuel promoveerde in 1989 aan de Universiteit Parijs-Zuid bij Jean-Michel Coron op een proefschrift over de dichtheid van gladde functies in de Sobolev-ruimte van afbeeldingen tussen compacte Riemann-variëteiten, waarbij hij een criterium gaf, dat ze dicht bij elkaar liggen. Hij is professor aan de Universiteit Pierre en Marie Curie
Hij werkte aan vragen over de regulariteit van zwak harmonische stationaire afbeeldingen tussen Riemann-variëteiten en bewees, dat de dimensie van het aantal singuliere punten kleiner is dan d – 2, waarbij d de dimensie voorstelt van de bronvariëteit van de afbeelding.
Daarbij is de eis van stationariteit belangrijk, omdat zijn student T. Rivière bewees, dat er in drie of meer dimensies overal singuliere zwak harmonische afbeeldingen bestaan.
In 1990 had Frédéric Hélein bewezen, dat zwak harmonische afbeeldingen van tweedimensionale variëteiten in sferen regulier zijn en in 1991 had hij dat uitgebreid naar afbeeldingen van willekeurige Riemann-variëteiten.
Lawrence C. Evans had bewezen, dat voor hogere dimensies d van de bronvariëteit zwak harmonische stationaire afbeeldingen in bollen regulier zijn op singuliere aantallen van dimensie d-2 na.
Bethuel werkte met Haïm Brezis, Frédéric Hélein en L. Almeida op de Ginzburg-Landau-Theorie. Ze bewezen, dat de waarde van de gehernormaliseerde energie de vortex bepaalt voor grote waarden van de parameter van de vergelijking.

## Onderscheidingen
In 1996 sprak hij op het Europees Wiskundecongres te Boedapest over Some recent results on the Ginzburg-Landau-Equation.
In 1998 sprak hij het Internationaal Wiskundecongres te Berlijn over Vortices in Ginzburg-Landau-Equations.
In 1999 won Béthuel samen met Frédéric Hélein de Prix Fermat voor zijn bijdragen tot de variatierekening. 
Hij won in 2003 de Prix Mergier-Bourdeix van de Academie des Sciences voor ontdekkingen op het grensgebied van analyse, topologie, meetkunde en fysica.

## Publicaties
- Variational methods for Ginzburg-Landau-Equations. In: Béthuel, Gerhard Huisken, Klaus Steffen, Stefan Müller: Calculus of Variations and geometric evolution problems. Cetraro 1996, Lecturenotes in Mathematics Band 1713, Springer-Verlag 1999
- met Hélein, Brezis: Ginzburg Landau Vortices. Birkhäuser 1994
- The approximation problem for Sobolev maps between two manifolds. In: Acta Mathematica. Vol. 167, 1991, p. 153–206